# Кьяппа, Имельда
Имельда Кьяппа (итал. Imelda Chiappa, род. 10 мая 1966, Сотто-иль-Монте-Джованни-XXIII, Ломбардия) — итальянская профессиональная велогонщица, выступавшая с 1985 по 1998 годы. Вице-чемпионка Олимпийских игр и бронзовый призёр чемпионата мира.

## Карьера
Первый успех в карьере Имельды Кьяппа пришел в 1987 году, когда вместе с Франческой Галли, Робертой Бонаноми и Моникой Бандини она завоевала бронзовую медаль в командной гонке на чемпионате мира в Вене.
В следующем году летом приняла участие в дебютном издании Джиро Донне. Осенью участвовала в Олимпийских играх 1988 в Сеуле, где заняла пятнадцатое место в индивидуальной гонке. Однако самым значительным её достижением стала серебряная медаль в групповой гонке на летних Олимпийских играх 1996 года в Атланте. Золотая медаль досталась француженке Жанни Лонго, а третье место заняла канадка Клара Хьюз. Кьяппа стала первой итальянской велогонщицей, завоевавшей медаль на Олимпийских играх. На тех же соревнованиях Кьяппа стала восьмой в индивидуальной гонке.
Имельда Кьяппа трижды становилась чемпионкой Италии в групповой гонке (1993 и 1997 годы) и в индивидуальной гонке в 1995 году. Занимала третье место на Джиро д’Италия Донне в 1993 и 1996 годах.
Кроме того, Кьяппа выиграла, в частности, Джиро дель Трентино-Альто-Адидже — Южный Тироль в 1994 году и Джиро ди Тоскана — Мемориал Микелы Фанини в 1995 и 1997 году.
В настоящее время Имельда Кьяппа живёт в Калуско-д’Адда, где тренирует спортсменов в команде Polisportiva Caluschese.

## Достижения
1985
3-я на Тур де л'Од феминин
4-я на Женском Тур де Франс
1987
Гран-при Бриссаго — Лаго-Маджоре
2-я на Вуэльте Колумбии
 Чемпионата мира — командная гонка
1988
5-я на Женском Тур де Франс
1990
3-я на Чемпионате Италии — групповая гонка
10-я на Чемпионате мира — групповая гонка
1991
2-я на Вуэльте Мурсии
1993
 Чемпионат Италии — групповая гонка
3-я на Джиро д’Италия Донне
1994
Джиро дель Трентино-Альто-Адидже — Южный Тироль
6-й и 7-й этапы Джиро д’Италия Донне
5-я на Чемпионате мира — групповая гонка
9-я на Чемпионате мира — индивидуальная гонка
1995
 Чемпионат Италии — индивидуальная гонка
Джиро ди Тоскана — Мемориал Микелы Фанини
2-я на Tour de Piave
5-я на Джиро д’Италия Донне
1996
 Олимпийских игр — групповая гонка
5-й этап Волты Португалии
Джиро д’Италия Донне
3-й, 6-й и 11-й этапы
3-я в генеральной классификации
2-я на Чемпионате Италии — групповая гонка
2-я на Чемпионате Италии — индивидуальная гонка
8-я на Олимпийских играх — индивидуальная гонка
1997
 Чемпионат Италии — групповая гонка
Джиро ди Тоскана — Мемориал Микелы Фанини
3-й этап Джиро ди Тоскана — Мемориал Микелы Фанини
1-я на Джиро ди Тоскана — Мемориал Микелы Фанини
Трофео Коста Этруска I
3-я на Trofeo Citta di Schio
5-я на Джиро д’Италия Донне
1998
4-й этап Джиро ди Тоскана — Мемориал Микелы Фанини
3-я на Хроно Шампенуа

### Статистика выступления наГранд-турах
| Гонка / Год          | 1985           | 1986           | 1987           | 1988 | 1989 | 1990 | 1991 | 1992 | 1993 | 1994           | 1995           | 1996           | 1997           | 1998           |
| -------------------- | -------------- | -------------- | -------------- | ---- | ---- | ---- | ---- | ---- | ---- | -------------- | -------------- | -------------- | -------------- | -------------- |
| Женский Тур де Франс | 4              | 12             | 31             | 5    | —    | 13   | 13   | —    | —    | не проводилась | не проводилась | не проводилась | не проводилась | не проводилась |
| Тур де л'Од феминин  | 3              | 5              | 6              | 14   | —    | 5    | —    | —    | —    | —              | —              | —              | —              | —              |
| Джиро д’Италия Донне | не проводилась | не проводилась | не проводилась | 11   | 5    | 6    | —    | —    | 3    | 8              | 5              | 3              | 5              | 10             |